# Sabine Seyffert
Sabine Seyffert (* 1970 in Wuppertal) ist Autorin von Kinderbüchern und Beschäftigungsbüchern rund um das Thema Entspannung.

## Leben
Sabine Seyffert wurde 1970 in Wuppertal geboren und ist staatlich anerkannte Erzieherin. Neben ihren Zusatzausbildungen als Entspannungspädagogin, psychologische Beraterin, Bachblütentherapeutin und Babymassage ist sie seit 1998 als Gastdozentin in der Ausbildung zum Entspannungspädagogen für Kinder tätig.
Seyffert lebt mit ihren vier Kindern und ihrem Mann in Wuppertal.

## Werk
Neben Beschäftigungsbüchern zum Thema Entspannung beinhalten viele ihrer Bücher Phantasiereisen, Kinderspiele, Entspannungsrätsel u. v. m. Einige Bücher wurden ins Polnische, Chinesische, Niederländische, Koreanische und andere Sprachen übersetzt.

## Werke (Auszug)
- Ein Himmel voller Luftballons, Menschenkinderverlag, 1996. ISBN 978-3895160455
- Viele kleine Streichelhände, Menschenkindverlag, 1997. ISBN 978-3895160646
- Meine Weihnachtszauberwelt, Menschenkinderverlag, 1998. ISBN 9783895160813
- Im Kribbel Krabbel Mäusehaus, Menschenkinderverlag, 1999. ISBN 9783895160899
- Konfetti-Tanz und Kerzen-Pusten, Ars Edition, 1999. ISBN 9783760755779
- Eiskristall & Kerzenlicht, Ars Edition, 1999. ISBN 978-3760755953
- Meine Suppe ess ich nicht!, Herder-Verlag, 1999. ISBN 9783499199011
- Hurra, es regnet! Edition Albarello, 1999. ISBN 978-3930299379
- Auf sanften Pfoten schleicht die Katze, Kösel-Verlag, 2000. ISBN 978-3466305155
- Entspannung für gestreßte Mütter, Herder-Verlag, 2002. ISBN 978-3451053023
- Das große Buch vom Verreisen, Annette Betz Verlag, 2002. ISBN 978-3219109900
- Der entspannte Weihnachtsmann, Kösel Verlag, 2002. ISBN 978-3466306022
- Komm mit ins Regenbogenland, Kösel-Verlag, 2006. ISBN 978-3466307142
- Kleine Mädchen, starke Mädchen, Kösel-Verlag, 2008. ISBN 978-3466307913
- Heute Regen, morgen Sonne, Arena Verlag, 2010. ISBN 978-3401501901
- Von Frühlingstanz bis Schneeflockenmassage, Cornelsen Scriptor 2010
- Entspannte Kinder lernen besser, Humboldt Verlag, 2011. ISBN 978-3869106199
- Entspannung für kleine Knirpse, Kösel-Verlag, 2011. ISBN 978-3466309115
- Heute schneit´s im Gruppenraum, Cornelsen Verlag 2011. ISBN 978-3-58924-736-3
- Meine Insel der Stille, Arena Verlag, 2012. ISBN 978-3401504117
- Wenn Regentropfen munter tanzen, Herder Verlag 2012. ISBN 978-3451324635
- Frühling erwacht – alle mitgemacht! Cornelsen Verlag 2012. ISBN 978-3589247523
- Autogenes Training mit Grundschulkindern, AOL Verlag 2012. ISBN 978-3403199045
- Der entspannte Weihnachtsmann: Ideen für eine Adventszeit ohne Stress, Kösel Verlag 2012. ISBN 978-3-466-30972-6
- Träume voller Sonnenschein, Arena Verlag 2013. ISBN 978-3-401-50425-4
- Traumreise zu den Sternen, Arena Verlag 2013. ISBN 978-3-401-50372-1
- Das Massage-Geschichten Buch, Ökotopia Verlag 2014. ISBN 978-3-86702-301-6
- Selbst gemachte Adventskalender, Blooms Verlag 2014. ISBN 978-3800182756
- Selbst gemachte Frühlingsdeko, Blooms Verlag 2015. ISBN 978-3-8001-8443-9
- Selbst gemachte Weihnachtsdeko, Blooms Verlag 2015. ISBN 978-3945429587